# Фебы
Фебы (лат. Sayornis) — род птиц семейства тиранновых.
Представители рода обитают в Северной, Центральной и Южной Америке.

## Список видов
В состав рода включают 3 вида:
- Sayornis nigricans — чёрный феб
- Sayornis phoebe — восточный феб
- Sayornis saya — феб Сэя